# Норвуд Јанг Америка (Минесота)
Норвуд Јанг Америка (енгл. Norwood Young America) град је у америчкој савезној држави Минесота.

## Демографија
По попису из 2010. године број становника је 3.549, што је 441 (14,2%) становника више него 2000. године.
| Група             | 2000.         | 2010.         |
| Белци             | 2.987 (96,1%) | 3.334 (93,9%) |
| Афроамериканци    | 4 (0,1%)      | 15 (0,4%)     |
| Азијати           | 13 (0,4%)     | 19 (0,5%)     |
| Хиспаноамериканци | 82 (2,6%)     | 147 (4,1%)    |
| Укупно            | 3.108         | 3.549         |